# 罗伯特·费利西亚克
罗伯特·费利西亚克（德語：Robert Felisiak，1962年10月11日—），生于波兰弗罗茨瓦夫，德国男子击剑运动员。他曾获得1992年夏季奥运会击剑比赛男子重剑团体金牌，他也参加了个人小项，获得第九名。